# Hehs Ákos
Hehs Ákos (Arad, 1904. január 23. – Birmingham, 1994. szeptember 25.) magyar gépészmérnök, pilóta, berepülőpilóta, repülőgép- és ejtőernyő-tervező.

## Életpálya
A Műegyetem elvégzését követően a Légügyi Hivatal alkalmazza. Pilótakiképzést 1929-ben Szegeden fejezte be. Vizsgát követően a Légügyi Hivatal vezetője felajánlotta a Székesfehérvári Repülőgép Javító Üzem mérnöki beosztását, ahol nagy hasznát vette a pilóta kiképzés és mérnöki tudás fejlesztését. 1930-tól kinevezték a légcsavar, ejtőernyő-javítás, faműhely, szerelde és berepülés vezetőjévé. Irányításával épülnek a Hungaria iskolagép sorozatok és számos vitorlázó repülőgép-sárkány. A Nemere típus az 1936. évi nyári olimpiai játékokkon elismerésbe részesült. A második világháborút követően Amerikába távozott, ahol egy űrszondákat gyártó vállalat főmérnöke lett.
A katonaságnál alkalmazott négy ejtőernyőtípust igyekezett egy típusra változtatni. Technikai segítője Erdösi János volt. Első változtatása egy magyar ernyő-zsák volt, amibe beépített egy Irving -ernyőt. Az eredmény fantasztikus volt. Ettől kezdve a bázisberepülésekhez csak ezt használták. 1933-ban anyagellátási okok miatt lehetőséget kapott faáru beszerzésre, amit összekapcsolt az ejtőernyőgyártás tanulmányozásával. Torinóban a Fiat-gyárat, a Schroeder ejtőernyő-gyárat Berlinben, és Heinkelt Warnemündében, az Északi-tenger partján. Egy repülőgép-balesetnél alkalmazott ernyő nyitás után egyszerűen szétrobbant, a tanulságok levonása után kialakította a fékernyős módszert. 1937-ben elméleti felkészültség mellett, a sok fabábus kísérlet után, éles ugrással kipróbálta a megtervezett ejtőernyőjét. Az ernyőt és technikai újításait szabadalmaztatta. Hehs-ernyőtípusok 39M, 40M, 43M. Ernyőit 1939-től folyamatosan rendszeresítették a magyar repülő és ejtőernyős alakulatoknál. Szabadalmát 1941-ben az Egyesült Államok is megvásárolta. Az általa kidolgozott elméleti és technikai ejtőernyők elveit alkalmazzák az űreszközök, űrhajók visszatérő eszközeinél.